# 아벨 발보
아벨 에두아르도 발보(스페인어: Abel Eduardo Balbo, aˈβel eˈðwaɾðo ˈβalβo[*], 1966년 6월 1일, 엠팔메 비야 콘스티투시온 ~)는 아르헨티나의 전직 축구 선수이자 감독으로, 현역 시절에 아르헨티나와 이탈리아의 여러 구단에서 스트라이커로 활약했다. 그는 또한 아르헨티나 국가대표팀의 일원이기도 했다.

## 클럽 경력
발보는 산타페 주 엠팔메 비야 콘스티투시온 출신이다.
현역 시절 발보는 뉴얼스 올드 보이스(1987-88), 리버 플레이트(1988-89)에서 활약하고 이탈리아로 건너가 우디네세(1989-93), 로마(1993-98,2000-02), 파르마(1998-99), 그리고 피오렌티나(1999-2000)에서 활동했다. 그는 은퇴 직전에 보카 주니어스에서 4경기 출전했다. 그는 세리에 A에서 도합 138골을 기록했는데, 그의 최고 시즌은 우디네세에서 보낸 1992-93 시즌과 로마에서 보낸 1994-95 시즌으로, 이 두 시즌에 각각 22골씩 기록했다.
2000년, 로마는 피오렌티나에 L. 1.75B를 지불하여 그를 재영입하여 세전 1.7B 연봉을 지급하기로 2년 계약을 체결했다.

## 국가대표팀 경력
아르헨티나 국가대표팀에서 발보는 37번의 경기에 출전하여 11골을 기록했다. 1990년, 1994년, 그리고 1998년에는 FIFA 월드컵에 참가했고, 1989년과 1995년에는 코파 아메리카에 참가했다. 1995년에 우루과이에서 열린 코파 아메리카에서, 발보는 가브리엘 바티스투타와 공격진을 구축헸고, 브라질과의 8강전에서 클라우지우 타파레우를 상대로 골망을 흔들었지만, 툴리우 코스타에게 동점골을 허용하고 승부차기 끝에 패하면서 더 나아가지 못했다. 경기 10분을 남기고 터진 코스타의 동점골은 손으로 공을 떨어뜨리고 넣은 동점골이어서 논란의 대상이다.

## 은퇴 후 및 감독 경력
은퇴 직후, 발보는 음악가가 되어 이탈리아어와 스페인어로 된 곡을 공연했다. 그는 2007년에 UEFA 프로 감독 면허를 취득하였고, 이후 Rai 라디오 1의 축구 해설가가 되었다.
2009년 2월, 그는 루카 고티의 후임으로 세리에 B 하위권의 트레비소 감독이 되어 처음으로 지휘봉을 잡았다. 그는 몇 경기 뒤인 3월 18일에 4경기에서 승점을 1점밖에 수확하지 못하고 사표를 제출했는데, 트레비소 감독의 사임 사유로 프로다운 모습과 조직력의 부재로 들었다.
2010년 11월, 그는 시즌 말까지 세리에 D의 아레초의 기술진에 합류했다.
2012-13 시즌 개막 전, 그는 세리에 D의 아레초 감독 감독이 되었으나, 2012년 10월 30일에 상호 계약 해지로 구단을 떠났다.
그는 현자 RAI의 스포츠 프로그램인 스타디오 스프린트에서 축구 해설가로 근무한다.

## 플레이스타일
2019년에 일 코리에레 델로 스포르트가 "정통적 중앙 공격수로 묘사한 발보는 발기술이 좋고 공을 강하게 차며, 문전에서의 평정심과 효율적으로 경기를 전개한다고 평했다. 그는 골냄새를 맡는 능력과 위치 선정으로도 알려져 있는데, 페널티 구역에서 특히 위협적이어서 역습에 최고의 효율을낸다. 그는 공중 경합에서도 우위를 점한다. 경기 전개 방식 외에도, 그는 교과서적 선수로 평가된다.

## 사생활
아벨 발보는 기혼 상태로, 천주교도이다.

## 경력 통계

### 클럽
| 클럽               | 시즌      | 리그              | 리그 | 리그 | 컵   | 컵 | 대륙 | 대륙 | 합계 | 합계 |
| 클럽               | 시즌      | 리그명            | 출장 | 골   | 출장 | 골 | 출장 | 골   | 출장 | 골   |
| ------------------ | --------- | ----------------- | ---- | ---- | ---- | -- | ---- | ---- | ---- | ---- |
| 뉴얼스 올드 보이스 | 1986–87   | 프리메라 디비시온 | 0    | 0    | —    | —  | —    | —    | 0    | 0    |
| 뉴얼스 올드 보이스 | 1987–88   | 프리메라 디비시온 | 23   | 9    | —    | —  | —    | —    | 23   | 9    |
| 뉴얼스 올드 보이스 | 합계      | 합계              | 23   | 9    | —    | —  | —    | —    | 23   | 9    |
| 리버 플레이트      | 1988–89   | 프리메라 디비시온 | 38   | 12   | —    | —  | —    | —    | 38   | 12   |
| 우디네세 칼초      | 1989–90   | 세리에 A          | 28   | 11   | 1    | 0  | —    | —    | 29   | 11   |
| 우디네세 칼초      | 1990–91   | 세리에 B          | 37   | 23   | 3    | 2  | —    | —    | 40   | 25   |
| 우디네세 칼초      | 1991–92   | 세리에 B          | 37   | 11   | 4    | 1  | —    | —    | 41   | 12   |
| 우디네세 칼초      | 세리에 A  | 1992–93           | 32   | 21   | 1    | 0  | —    | —    | 341  | 221  |
| 우디네세 칼초      | 합계      | 합계              | 134  | 66   | 9    | 3  | —    | —    | 144  | 70   |
| 로마               | 1993–94   | 세리에 A          | 30   | 12   | 2    | 1  | —    | —    | 32   | 13   |
| 로마               | 1994–95   | 세리에 A          | 32   | 22   | 4    | 0  | —    | —    | 36   | 22   |
| 로마               | 1995–96   | 세리에 A          | 26   | 13   | 1    | 0  | 7    | 4    | 34   | 17   |
| 로마               | 1996–97   | 세리에 A          | 30   | 17   | —    | —  | 4    | 2    | 34   | 19   |
| 로마               | 1997–98   | 세리에 A          | 28   | 14   | 3    | 2  | —    | —    | 31   | 16   |
| 로마               | 합계      | 합계              | 146  | 78   | 10   | 3  | 11   | 6    | 167  | 87   |
| 파르마             | 1998–99   | 세리에 A          | 25   | 4    | 8    | 4  | 11   | 4    | 44   | 12   |
| 피오렌티나         | 1999–2000 | 세리에 A          | 19   | 3    | 2    | 0  | 10   | 4    | 31   | 7    |
| 로마               | 2000–01   | 세리에 A          | 2    | 0    | 2    | 0  | 3    | 0    | 7    | 0    |
| 로마               | 2001–02   | 세리에 A          | 1    | 0    | 4    | 0  | 2    | 0    | 82   | 0    |
| 로마               | 합계      | 합계              | 3    | 0    | 6    | 0  | 5    | 0    | 15   | 0    |
| 보카 주니어스      | 2002–03   | 프리메라 디비시온 | 4    | 0    | —    | —  | —    | —    | 4    | 0    |
| 경력 합계          | 경력 합계 | 경력 합계         | 392  | 172  | 35   | 10 | 37   | 14   | 466  | 197  |

- 1 1992-93 시즌 세리에 B 강등 플레이오프전 1경기 출전 및 1골 득점 포함.
- 2 2001년 수페르코파 이탈리아나 1경기 출전 포함.

### 국가대표팀
출처:
| 아르헨티나 |      |    |
| 연도       | 출장 | 골 |
| 1989       | 5    | 0  |
| 1990       | 5    | 1  |
| 1991       | –    | –  |
| 1992       | –    | –  |
| 1993       | 3    | 2  |
| 1994       | 9    | 3  |
| 1995       | 9    | 4  |
| 1996       | 4    | 1  |
| 1997       | –    | –  |
| 1998       | 2    | 0  |
| 합계       | 37   | 11 |

## 수상

### 클럽
뉴얼스 올드 보이스
- 아르헨티나 프리메라 디비시온: 1987–88[11]

파르마
- 코파 이탈리아: 1998–99[12]
- UEFA컵: 1998–99[12]

로마
- 세리에 A: 2000–01[12]
- 수페르코파 이탈리아나: 2001

### 개인
아르헨티나
- 월드컵 준우승: 1990
- 코파 아메리카 3위: 1989

- 세리에 B 득점왕: 1990–91 (22골, 우디네세)[14]